# Rivière à la Baleine
Pour les articles homonymes, voir Baleine.
La rivière à la Baleine est un affluent du littoral sud de la baie d'Ungava. La rivière à la Baleine coule vers le nord en traversant le territoire non organisé de la Rivière-Koksoak, dans la région administrative du Nord-du-Québec, au Québec, au Canada.

## Géographie
Les bassins versants voisins sont :
- côté nord : baie d'Ungava ;
- côté est : rivière Marralik, rivière Qurlutuq, rivière George ;
- côté sud : lac Champdoré, lac de la Hutte Sauvage
- côté ouest : rivière False, rivière Wheeler.

La rivière à la Baleine coule vers le nord jusqu'au littoral sud de la baie d'Ungava. Son principal affluent est la rivière Wheeler (venant du sud-ouest).
L'île Qikirtajuaq barre l'embouchure de la rivière à la Baleine. Cette île de 17,3 km de longueur peut s'étirer jusqu'à 20,2 km de longueur à marée basse à cause de longues grèves. En été, la circulation fluviale se fait du côté ouest de l'île ; tandis que le côté est de l'île fait face à l'embouchure de la rivière Marralik.

## Toponymie
Le toponyme rivière à la Baleine a été officialisé le 5 décembre 1968 à la Commission de toponymie du Québec.